# Lecanorchis malaccensis
Lecanorchis malaccensis är en orkidéart som beskrevs av Henry Nicholas Ridley. Lecanorchis malaccensis ingår i släktet Lecanorchis och familjen orkidéer. Inga underarter finns listade i Catalogue of Life.